# TimoCom
TimoCom Soft- und Hardware GmbH – niemieckie przedsiębiorstwo IT z siedzibą w Düsseldorfie. Przedsiębiorstwo powstało w 1997 r. i świadczy usługi dla wszystkich uczestników łańcucha transportowego. Nazwa Timo pochodzi od nazwisk założycieli: Jensa Thiermanna oraz Jürgena Moorbrinka.
Giełda transportowa TC Truck&Cargo jest liderem w Europie. Celem giełdy jest koncentracja popytu i podaży na usługi transportowe w postaci giełdy on-line. Produkty i usługi przedsiębiorstwa są oferowane w 44 krajach europejskich oraz w 24 językach.
Przedsiębiorstwo posiada przedstawicielstwa w Polsce, Czechach i na Węgrzech oraz filie w Hiszpanii i Francji.